# Vriesea monstrum
Vriesea monstrum är en gräsväxtart som först beskrevs av Carl Christian Mez, och fick sitt nu gällande namn av Lyman Bradford Smith. Vriesea monstrum ingår i släktet Vriesea och familjen Bromeliaceae. Inga underarter finns listade i Catalogue of Life.